# Pará de Minas
Pará de Minas là một đô thị thuộc bang Minas Gerais, Brasil. Đô thị này có diện tích 550,991 km², dân số năm 2007 là 79852 người, mật độ 148,3 người/km².